# Лайнъл Мартин
Лайнъл Уокър Бърч Мартин (на английски: Lionel Walker Birch Martin) е британски бизнесмен и автомобилен състезател. Роден е през 1878 г. в графство Корнуол, умира на 14 октомври 1945 г., претърпявайки пътно транспортно произшествие с велосипед в община Кингстън на Темза, южен Лондон.
През 1912 г. Лайнъл Мартин и Робърт Бамфорд започват да продават автомобили Сингер в Лондон, като фирмата им се нарича Бамфорд & Мартин. Година по-късно двамата решават да произвеждат собствена марка изтънчени автомобили. Кръщават я Астон Мартин – на Лайнъл Мартин и на автомобилното състезание по планинско изкачване Астон Хил, където Мартин постига успешни резултати. Мартин формулира представата си за автомобил Астон Мартин по следния начин:
| „ | Качествен автомобил с добри технически характеристики и външен вид: автомобил за изискания шофьор, който обича да шофира бързо; замислен, развит и изработен така, че да се отличава от другите. | “ |

За своя база Мартин и Бамфорд придобиват помещения в лондонския квартал Кенсингтън. Двамата монтират четирицилиндров двигател Ковънтри-Симплекс върху шаси от състезателен автомобил Изота-Фраскини модел 1908 г. Първият прототип е готов през 1915 г. и получава прякора Coal Shuttle (Совалка за въглища), но Първата световна война проваля началото на серийното производство. Мартин се присъединава към Английското адмиралтейство, Бамфорд – към Интендантството (RASC), а оборудвенето на работилницата е продадено на Сопуит Авиейшън Къмпани.
През 1920 г. Бамфорд напуска Астон Мартин, а издръжката на фирмата е поета от автомобилния състезател Луис Зборовски. Зборовски загива през 1924 г. при катастрофа по време на Голямата награда на Италия на пистата Монца. Мартин затъва във финансови затруднения, което води до фалит на фирмата. Същата година тя е закупена от лейди Чарнуд, но година по-късно обаче се стига до нов фалит и заводът затваря врати през 1926 г., а Лайнъл Мартин напуска. В крайна сметка фирмата е спасена и въпреки че още няколко пъти изпада в тежки финансови затруднения, днес тя е производител на едни от най-скъпите и най-луксозните автомобили в света.